# Itaquascon mongolicus
Itaquascon mongolicus är en djurart som tillhör fylumet trögkrypare, och som beskrevs av Kaczmarek, Michalczyk och Barbara Wêglarska 2002. Itaquascon mongolicus ingår i släktet Itaquascon och familjen Hypsibiidae. Inga underarter finns listade i Catalogue of Life.